# ビル・ブキャナン
ビル・ブキャナン（英: Bill Buchanan)とは、テレビドラマ『24 -TWENTY FOUR-』に登場する架空の人物である。演じるのはジェームス・モリソン。日本での吹き替え声優は中博史。

## 人物
落ち着いた思考、素早い判断、安定した精神を持ち合わせている。また、スタッフに対しては信頼をもって接するタイプゆえ、スタッフからの信頼は厚い。ただし、その姿勢が自らのキャリアを危うくしてしまうこともある（詳細は後述）が、結果として、歴代支部長の中ではもっとも長く現場の指揮を執った。
当初は、どちらかといえば「ルールを重んじる」タイプの指揮官であったが、シーズンが進むにつれて「任務を果たすためには、時にはルールを破ることも必要である」というジャックの姿勢に理解を示すようになる。

## 経歴
ブラウン大学にて英文学の学士号を取得。
- CTUニューヨーク支局 捜査官
- CTU本部シアトル支局 捜査官
- CTU本部ロサンゼルス支局 臨時指揮官
- CTUロサンゼルス支局 支部長

## 作中での活躍

### シーズン4
シーズン3で殉職したライアン・シャペルの後任として半年前にCTUロス地域本部長に就任した。
シーズン中盤、臨時支部長としてロス支局に派遣されたミシェル・デスラー をサポートすべく、臨時指揮官としてロス支局に現れる。ジャックやトニーとの調和が取れない時間がしばし続いたが、トニーにミッシェルの気持ちを伝えた事で徐々に互いを受け入れていくようになる。
なお、ジャックの（偽装のための一時的な）死の場面には立ち会っているが、その後の過程（蘇生、遺体のすり替え、偽の身分の用意、CTUからの脱出等）には関わっていない。

### シーズン5
正式にロス支局の支部長に就任。
デイビッド・パーマー暗殺の容疑者としてジャックが浮上した際はその線で捜査を指揮したが、後にクロエの証言とジャックからの電話を受けて、空港占拠事件ではジャックと連携して解決に導いた。
ロス支局の活動を監視するために派遣された本部スタッフのリン・マクギルと対立し、判断力を失った彼に一時的に支部長職を解任され拘束される。しかし、オードリーとカーティスが「規約1条第12項」を発動したことで支部長職に復帰した。
後半、CTUが国土安全保障省に一時的に吸収された為、実質的に支部長職を解任されてしまい、現場を離れた。その後の指揮はカレンが執ることとなったが、自宅で脱走したクロエに協力する。そして今回のテロの黒幕がチャールズ・ローガン大統領であるという証拠を得るために奔走。カレンとも次第に協力するようになる。
一連の事件が終結した後、CTUの指揮系統は元に戻り、ビルは支部長職に復帰。カレンとお互いに認め合い、朝食に誘う。これにより関係が深まり、カレンと結婚している。

### シーズン6
ロサンゼルス各地で自爆テロが多発。ファイエドはテロを阻止する条件として、主犯であるアサドの居場所を教える代わりに、ファイエドの弟の敵(かたき)であるジャックと交換する事を要求。アメリカ政府は要求を飲むために中国からの要求を飲んでジャックを釈放させ、彼を帰国させた。ビルはカーティスと共に彼を迎えるが、やるせない気持ちでいた。
ジャックへ説明が終わると、彼は喜んでファイエドへの生け贄になると決意。ファイエドに引き渡した。しかし、逃走したジャックから突然連絡が入り、テロの首謀者はアサドではなくファイエド自身であるとジャックから聞かされる。しかし、当初は懐疑的であった為にアサド抹殺を決行するが失敗。クロエからジャックがアサドを逃がす証拠の画像を見せられたことでジャックの話が真実とわかり、アサドと協力して捜査を進めていく。
一方で、自分の知らない所でウェイン政権で安保担当補佐官となった妻・カレンが絡む政権内の争いに巻き込まれる。その材料となったのが、ビルが以前にファイエドを拘束しながら証拠不十分で釈放していたという事実であった。カレンは、CTUの正規の手順で行われた措置で不当なことではなかったが、争いを知ったビルは「政権から遠い者（＝ビル）が犠牲になるしかない」との理由で、やむなく解雇命令を受け入れた。
その後、FBIの家宅捜索中にカレンから、ジャックが甥を助けるため の援助を求める電話を受ける。カレンからの情報を元に、CTUに連行される途中のジャックを奪還し、FB回路基板と甥を交換する現場に向かうが間に合わなかった。その後、ビルとジャックをCTUへ連行するために飛来したヘリを奪い、ジャックの父と甥の居場所である石油掘削基地までヘリを操縦。ジャックの甥を救い出すとともに、中国の工作員（チェン・ズィー）を拘束することに成功した。
最終的に政権内の争いは、ビルとカレンの一連の不正行為は罪に問わない代わりに、両者を辞職扱いとするという穏便な形で収束した。

### シーズン7
CTU解体後、クロエとトニーの3人で、政権内部の腐敗を暴くべく「私的な捜査活動」を行っていた。トニーがジャックに尋問された際にトニーがCTUのシークレットコードを伝えたことでビルはジャックらと再会、FBIを振り切って独自に捜査を続ける。その後デュバクを発見して拘束、政権内部の内通者を暴いたが、それを契機としたジュマ将軍によるホワイトハウス襲撃作戦に巻き込まれて人質となってしまう。
ジャックが大統領をホワイトハウス内の避難室に確保するも、大統領の娘・オリビアの命を脅かされて出てこざるを得なくなってしまう。しかしジャックから避難室を出てくる際に「避難室内部をメタンガスで充満させていた」と伝えられ、「銃の発砲一回で大爆発を起こせる状態」だと聞かされる。しかし、その為には何者かが反乱を起こして、ジュマらに発砲させなければならない。一方、ビルはジュマがホワイトハウス外の何者かと連絡を取っているのを目撃したとジャックにそれを伝え、「まだ政権内部の腐敗は終わってない、お前がそれを暴け！」と言葉を残し単身で見張りに反乱、兵士の銃を奪い発砲して大爆発を起こす。その爆発の混乱に乗じて、アーロンと共にジャックはジュマを射殺するが、ビルはこの爆発に巻き込まれて死亡する。

## その他
- ジャックとは上司というより、友人関係にある。
- 愛車は2007年式のトヨタ・タンドラ。SEASONS 6の23話に登場。